# Wade Hixton's Counter Punch
Wade Hixton's Counter Punch est un jeu vidéo de combat (boxe anglaise) développé par Inferno Games et édité par Destination Software, sorti en 2004 sur Game Boy Advance.

## Système de jeu
Le gameplay du jeu s'inspire de celui de la série Punch-Out!!.

## Accueil
- Game Informer : 7,5/10[2]
- Gamekult : 6/10[3]
- GameSpot : 7,8/10[1]
- IGN : 8/10[4]
- Nintendo Power : 4,1/5[5]